# Marimbault
Marimbault é uma comuna francesa na região administrativa da Nova Aquitânia, no departamento da Gironda. Estende-se por uma área de 6,92 km². Em 2010 a comuna tinha 192 habitantes (densidade: 27,7 hab./km²).